# Buka
|  | Per a altres significats, vegeu «Buka (Síria)». |

Buka fou un cap dels oghuz que a la mort del cap principal, Arslan ibn Saldjuk vers 1036, es va dedicar al pillatge i fou expulsat del Khurasan pels gaznèvides. Llavors va començar a atacar l'Iran central i occidental fins a Armènia i l'alta Mesopotàmia.
Finalment fou derrotat i les seves forces aniquilades pels beduïns i els kurds el 1044.